# 马耶 (旺代省)
马耶（法語：Maillé，法語發音：[maje] ⓘ）是法国卢瓦尔河地区大区旺代省的一个市镇，属于丰特奈勒孔特区。

## 地理
马耶（46°20'33"N, 0°47'24"W）面积17.66 平方千米，位于法国卢瓦尔河地区大区旺代省，该省份为法国西部沿海省份，北起大西洋卢瓦尔省和曼恩-卢瓦尔省，西临大西洋，南至滨海夏朗德省，东部及东南部与德塞夫勒省接壤。
与马耶接壤的市镇（或旧市镇、城区）包括：拉龙德、托贡、当维克斯、杜瓦莱方丹、马耶宰、维克斯。

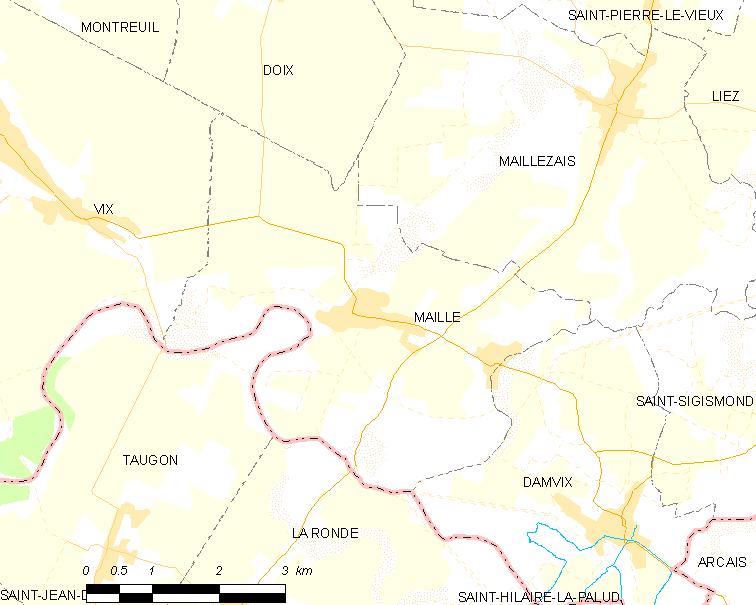
的OSM定位图

马耶的时区为UTC+01:00、UTC+02:00（夏令时）。

## 行政
马耶的邮政编码为85420，INSEE市镇编码为85132。

## 政治
马耶所属的省级选区为丰特奈勒孔特县。

## 人口

1962-2008年间人口变化图示

马耶于2022年1月1日时的人口数量为757人。